# 101 далматинац: Серија
101 далматинац: Серија (енгл. 101 Dalmatians: The Series) је америчка анимирана авантуристичко-хумористичка телевизијска серија чији је издавач Disney Television Animation у асоцијацији са Jumbo Pictures базирана на истоименом филму из 1961. године и истоименом играном римејку из 1996. године. Серија садржи две сезоне, док се прва епизода емитовала 1. септембра 1997. и последња 4. марта 1998. године.
У Србији је емитована 2009. године на каналу РТС 1, синхронизована на српски језик. Синхронизацију је радио студио Лаудворкс.

## Радња
Серија се углавном фокусира на три кучета — Срећку, Ролија и Кети. Њима се често прикључује Спот, кокошка која жели да буде пас.